# Vladimir Vitiuc
Vladimir Vitiuc (n. 18 iulie 1972, Bălți, RSS Moldovenească, URSS) este un economist, manager, magistru în drept și politician moldovean, deputat în Parlamentul Republicii Moldova începând cu anul 2005. A reprezentat Partidul Comuniștilor din Republica Moldova în cinci legislaturi consecutive, în 2017 a trecut la Partidul Democrat, iar în 2020 la Partidul ȘOR. A fost vicepreședinte al Parlamentului RM în 2015-2019 și 2020-2021.

## Studii
Vitiuc a studiat la Colegiul Național de Comerț din Chișinău. Este absolvent al Institutului Nistrean de Economie și Drept și al Academiei de Poliție din Chișinău. A făcut magistratura la Academia de Administrare Publică pe lângă Președintele Republicii Moldova.

## Carieră
În 2005, Vladimir Vitiuc a lucrat la Combinatul de produse alimentare din Bălți ca inginer marketing și director adjunct. Conform RISE Moldova, el este președinte al Academiei de Handbal „V. N. Taucci” și al Asociației Obștești de Kickboxing și Muay Thai. De asemenea, a fondat Aurant SRL și este asociat (10%) al ÎM Solar Engineering SRL.

### Activitate politică
A devenit deputat în 2005, candidând pe listele Partidului Comuniștilor din Republica Moldova pe poziția nr. 27. De atunci, a fost deputat în șase legislaturi consecutive: 2005-2009, aprilie-iulie 2009, 2009-2010, 2010-2014, 2014-2019 și 2019-2023. La 23 ianuarie 2015 a fost ales vicepreședinte al Parlamentului, iar în luna decembrie a aceluiași an a părăsit fracțiunea PCRM, alături de alți 13 deputați comuniști. Cei 14 au aderat în martie 2017 la fracțiunea Partidul Democrat din Moldova, în același an Vitiuc fiind ales vicepreședinte al PDM.
La 8 mai 2020 Vladimir Vitiuc și Violeta Ivanov au părăsit fracțiunea PDM, urmând ca trei zile mai târziu să adere la cea a Partidului ȘOR. La 4 decembrie 2020, Vitiuc a redevenit vicepreședinte al Parlamentului, fiind susținut de PSRM.

## Viață personală
Vladimir Vitiuc este căsătorit și are două fiice.